# Dalhemsskolan
Dalhelmsskolan upphovsmannabeteckning för en grupp anonyma glasmålare verksamma kring Visby fram till år 1280. Till de anonyma mästare som var verksamma under Dalhelmsskolan räknas Dalhems huvudmästare, Judas-, Slite- och Endremästarna.